# ترک‌خوردگی روسازی

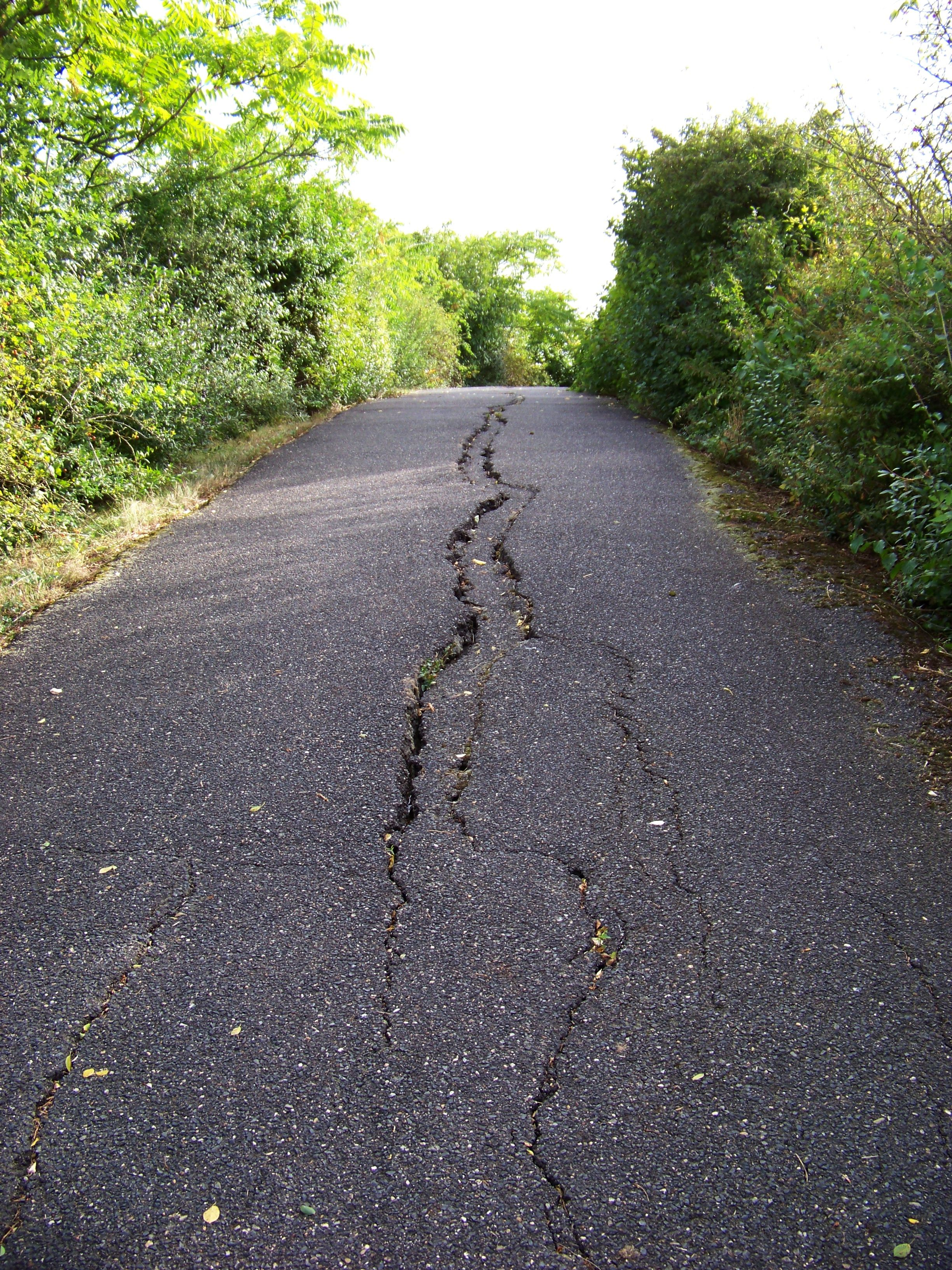
ترک خوردگی طولی به خاطر اجرای نامناسب و ایجاد ترک سرد حین ساخت

ترک آسفالت یا ترک روسازی به انواع مختلفی از خرابی‌های روسازی گفته می‌شود که در سطح راه وجود دارند و به شکل درز یا ترک نمود پیدا می‌کنند. روی انواع مختلف روسازی ترک‌های متفاوتی ایجاد می‌شود. نوع ترک‌خوردگی همچنین با نوع اقلیم و ترافیک ارتباط دارد. گاهی برای سنجش کلی ترک‌ها از شاخص ترک (به انگلیسی: Crack index) استفاده می‌شود و گاهی این ترک‌ها در ترکیب با بقیه خرابی‌های راه با شاخص شرایط روسازی سنجیده می‌شوند.

## انواع ترک‌خوردگی
برخی از انواع مشهور ترک‌خوردگی به شرح زیرند: